# 早稲田大学図書館
早稲田大学図書館（わせだだいがくとしょかん）は、早稲田大学が設置している図書館および関連施設の総称。大学図書館としては日本で最大級の規模を誇る。1882年に設立され、現在では508万の蔵書と4万6000の定期刊行物を保有する。

## 図書館の歴史
東京専門学校の校舎の一角に設けられた図書室が現在の図書館の起源である。1902年（明治35年）に初めて独立した図書館（書庫と閲覧室の2棟）が建設され、関東大震災後の1925年（大正14年）に鉄筋コンクリート造りの図書館が完成（現在の2号館）。現在の中央図書館の建物は1991年に大学100周年記念事業の一環として安部球場跡地に建設された。大学には中央図書館、本庄分館、4つのキャンパス図書館に加え、各学部、研究科や施設に設置されている学生や教員向けの読書室、図書室、資料室まであわせると30を超える施設が存在する。これらの図書館には合わせて508万冊の本が所蔵されているとされる。
また、早稲田大学図書館には、他の大半の大学と異なり関東大震災や太平洋戦争も乗り切った貴重な資料が存在し、そのうちのいくつかは国立国会図書館さえも所有していない。このため、所蔵されている資料は戦前の日本史や文学の研究のために重要なものとなっている。

## 分館
図書館は早稲田キャンパスの中央図書館、本庄キャンパスの本庄分館と4つのキャンパス図書館が設置されている。高田早苗記念研究図書館（早稲田キャンパス）、戸山図書館（戸山キャンパス）、理工学図書館（西早稲田キャンパス）、所沢図書館（所沢キャンパス）である。

## 所蔵品

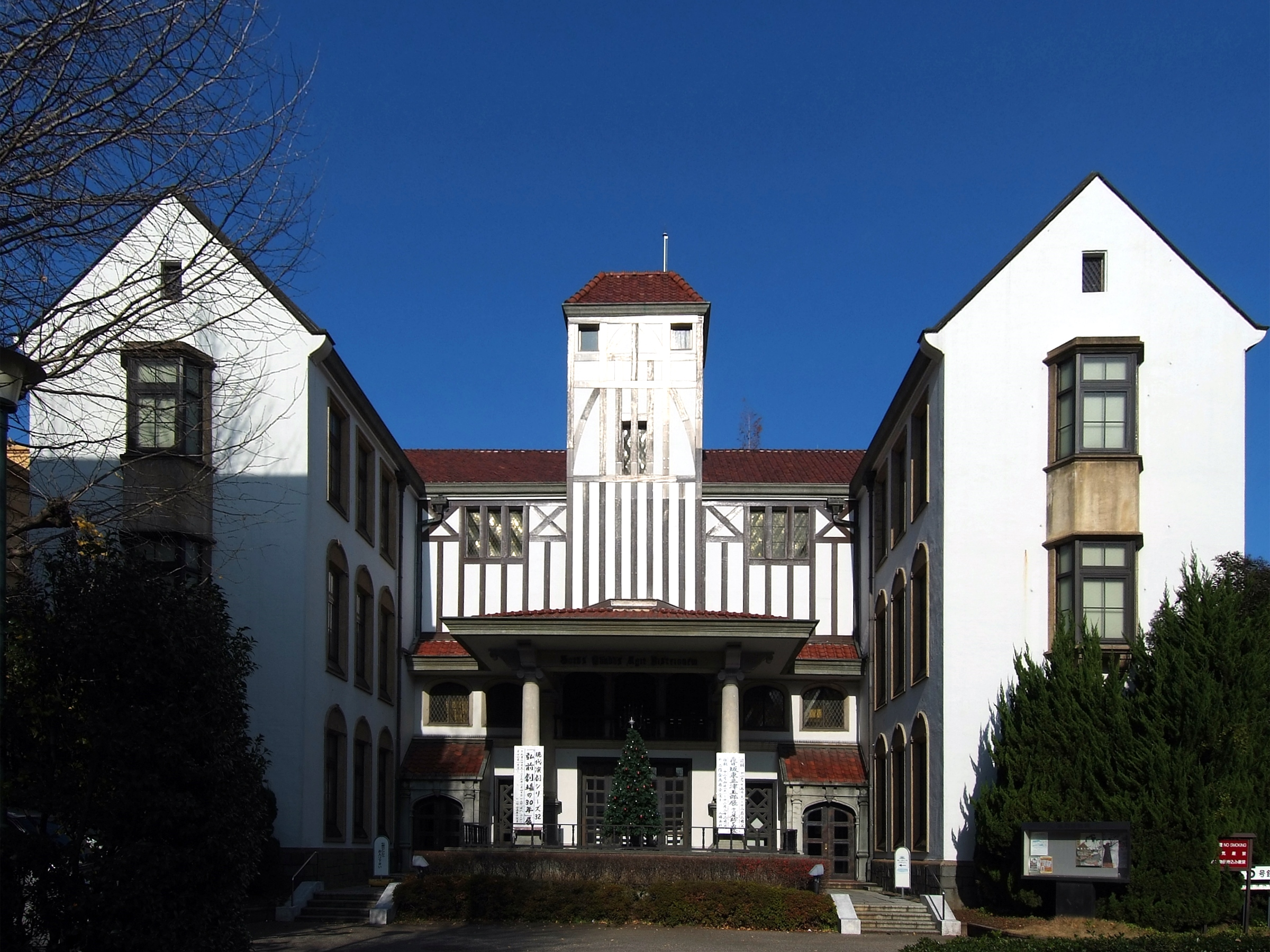
坪内博士記念演劇博物館

早稲田大学図書館は初代館長の市島謙吉の頃から積極的な資料収集を行い、寄贈資料と合わせて文化的に価値の高い資料を数多く所有している。そのうち、2点が国宝に、また5セット（187項目）が重要文化財に指定されている。内訳は原稿、古文書、希少本、書道、手書きの短歌の短冊など、日本史に絡む古い資料であり、いくつかの蔵書は寄贈者にちなんで名前が付けられている。これらは非常に貴重であるため一般図書とは区別され、特別展示などの機会を除けば、通常これらの資料の閲覧は制限されている。
早稲田大学図書館が所有する貴重の資料の例としては以下のようなものが挙げられる。
- 中国語による詩人野口一太郎(1867-1905)によって集められた清時代の文学作品。
- 早稲田大学出身であり、京都大丸呉服店のオーナーでもあった下村家第11代当主の下村正太郎(1883-1944)より1910年に寄贈された明の歴史。
- 近代日本初期の文学の統計的研究。
- 大学創立者である大隈重信に関連した政府の資料や手紙。
- 清と明時代の中国軍に関する書物。
- 江戸時代の数学書塵劫記の特定の版。
- 江戸時代後期の和本。
- 宗祇、心敬といった連歌師の元の原稿。
- 近代日本の法体系の歴史。
- 日本の古文書。早稲田大学図書館で所蔵している古文書群は中世文書から近世・近代文書まで多岐にわたり、書肆商からの購入や寄贈によるため相互に関連を持たないものも多い。中でも一括しているのは創設者の大隈や初代館長の市島と交友のあった田中光顕から寄贈された「東大寺文書」（薬師院旧蔵文書10巻15通）や「維新志士遺墨」百数十点のほか、大隈重信没後に寄贈された「大隈文書」、文学部教授であった荻野三七彦研究室の収集文書（1117点、『早稲田大学所蔵荻野研究室収集文書』）で、「東大寺文書」や荻野研究室収集文書のうち「尾張国郡司百姓等解文」「近江国香庄文書」「後崇光院宸翰」は重文指定。

早稲田大学は図書館以外にも、坪内博士記念演劇博物館など博物館がいくつか存在する。これらもまた貴重な所蔵品を所有している。

## 利用方法
- 早稲田大学図書館は利用者を学生（附属・系属高校の生徒を含む）、教職員、研究員、卒業生[2]等に限定している。
- 早稲田大学が図書館相互協定を結んだ慶應義塾大学、同志社大学、一橋大学、関西大学の専任教職員及び学生（慶應大の通信教育課程学生と関西大の学部学生は除く）に、WASEDAサポーターズ倶楽部（早稲田大学後援会）会員、オープンカレッジ受講生に関しては、利用が可能である（ただし、いずれも利用可能な施設は限られる）。
- 国外でも、例えば2002年5月30日、早稲田大学図書館館長の浦川道太郎とコロンビア大学の司書ジェームズ・G・ニールは二つの大学図書館間で資料の交換や情報へのアクセス、図書館間相互貸借やスタッフ交流に関する合意文書に署名した。また、早稲田大学はメリーランド大学カレッジパーク校と同様の協定を結んでいる。
- それ以外で利用を希望する場合は、大学学生・教職員は所属大学図書館の、一般利用者は最寄りの公共図書館を通して紹介状を発行してもらう必要がある。いずれも、直接の問い合わせは受け付けていない。
- 坪内博士記念演劇博物館図書室、現代政治経済研究所図書室（EU資料のみ）は一般開放しており、教育学部学生読書室、大学院教育学研究科学生読書室、所沢図書館は地域開放をしている。

## 施設一覧
- 中央図書館

- 本庄分館

- キャンパス図書館
  - 高田早苗記念研究図書館
  - 戸山図書館
  - 理工学図書館
  - 所沢図書館

- 学生読書室
  - 政治経済学部学生読書室
  - 法学部学生読書室
  - 教育学部学生読書室
  - 頂新国際グループ記念学生読書室（商学部・国際教養学部学生読書室）
  - 社会科学部学生読書室
  - 理工学生読書室

- 教員図書室
  - 政治経済学部教員図書室
  - 法律文献情報センター
  - 教育学部教員図書室
  - 商学研究図書室
  - 社会科学部教員図書室

- その他の図書室
  - 坪内博士記念演劇博物館図書室[3]
  - 現代政治経済研究所図書室（EU情報センター）
  - 教育学部数学資料室
  - 教育学部教育心理資料室
  - 教育学部地球科学専修資料室
  - 日本語教育研究センター学生読書室
  - 大学院法学研究科学生読書室
  - 大学院教育学研究科学生読書室
  - アジア太平洋図書室
  - 各務記念材料技術研究所図書室
  - 大学史資料センター
  - 大学史資料センターレファレンスルーム（旧大学問題研究資料室）
  - 高等学院図書室
  - 本庄高等学院図書室

## 歴代室長・館長
東京専門学校図書室長
| 代 | 氏名       | 在任期間                | 主な肩書き         |
| -- | ---------- | ----------------------- | ------------------ |
| 初 | 今井鉄太郎 | 1887年9月-1889年12月    | 元東京専門学校講師 |
| 2  | 伊藤太一郎 | 1889年12月-1890年8月    |                    |
| 3  | 板屋確太郎 | 1890年9月-1891年1月     |                    |
| 4  | 山沢俊夫   | 1891年1月-1895年9月     |                    |
| 5  | 吉田俊雄   | 1895年9月-推測1900年3月 |                    |

東京専門学校図書館長
| 代 | 氏名     | 在任期間            | 主な肩書き                                                                       |
| -- | -------- | ------------------- | -------------------------------------------------------------------------------- |
| 初 | 浮田和民 | 1900年3月-1902年8月 | 元早大政治経済学部教授、元同志社政法学校教授、元天満教会会頭                     |
| 2  | 市島謙吉 | 1902年8月-1902年9月 | 元早大理事、元衆議院議員（立憲改進党、進歩党、憲政党、憲政本党）、元読売新聞主筆 |

早稲田大学図書館長
| 代 | 氏名       | 在任期間                   | 主な肩書き                                                           |
| -- | ---------- | -------------------------- | -------------------------------------------------------------------- |
| 初 | 市島謙吉   | 1902年9月-1917年8月        | 上記参照                                                             |
| -  | 中島半次郎 | 1917年9月1日-1917年9月25日 | 元教授、元高等師範部長、元「教育時論」記者                           |
| -  | 吉田東伍   | 1917年9月26日-1918年1月    | 元東京専門学校講師、元東京専門学校図書館事務主任                     |
| -  | 平沼淑郎   | 1918年2月-1919年3月        | 元商学部教授、元学長、元商学部長、元大阪市助役、元大阪高商校長       |
| 2  | 安部磯雄   | 1919年3月-1923年10月       | 名誉教授（元教授）、初代野球部長、元衆議院議員（社会民衆党、社大党） |
| 3  | 林癸未夫   | 1923年10月-1947年2月       | 元政治経済学部教授、元総長代理、元政治経済学部長                     |
| 4  | 岡村千曳   | 1947年2月-1953年3月        | 元文学部教授、元高等学院長                                           |
| 5  | 原田實     | 1953年4月-1958年10年       | 名誉教授（元文学部教授）                                             |
| 6  | 大野實雄   | 1958年10月-1964年9月       | 名誉教授（元法学部教授）、元法学部長、元中京大教授、元東京地裁判事   |
| 7  | 佐々木八郎 | 1964年10月-1969年3月       | 名誉教授（元教育学部教授）、元常任理事、元教育学部長                 |
| 8  | 平田冨太郎 | 1969年4月-1970年7月        | 名誉教授（元政治経済学部教授）、元政治経済学部長、元中労委会長       |
| 9  | 荻野三七彦 | 1970年7月-1970年11月       | 名誉教授（元文学部教授）、元理事、元教務部長                         |
| 10 | 平田冨太郎 | 1970年11月-1972年11月      | 上記参照                                                             |
| 11 | 古川晴風   | 1972年11月-1982年11月      | 名誉教授（元文学部教授）                                             |
| 12 | 濱田泰三   | 1982年11月-1986年11月      | 名誉教授（元法学部教授）、PHRF顧問、元常任理事、元NHK勤務            |
| 13 | 奥島孝康   | 1986年11月-1990年9月       | 名誉教授（元大学院法務研究科教授）、高野連会長、元総長、元法学部長   |
| 14 | 野口洋二   | 1990年9月-1994年11月       | 名誉教授（元文学部教授）、元理事（図書行政担当）、元図書館副館長     |
| 15 | 岡沢憲芙   | 1994年11月-1998年11月      | 社会科学総合学術院教授、元常任理事、元社会科学部長                   |
| 16 | 浦川道太郎 | 1998年11月-2002年11月      | 大学院法務研究科教授、弁護士、元大学院法務研究科長                   |
| 17 | 紙屋敦之   | 2002年11月-2006年9月       | 文学学術院教授、理事、早稲田中・高校長                               |
| 18 | 加藤哲夫   | 2006年9月-2010年9月        | 法学学術院教授、元法学学術院長                                       |
| 19 | 飯島昇藏   | 2010年9月-2014年9月        | 政治経済学術院教授、元政治経済学術院長                               |
| 20 | 深澤良彰   | 2014年9月-                 | 理工学術院教授                                                       |

## 著名な職員
- 毛利宮彦 - 元早稲田大学教育学部非常勤講師、元大阪毎日新聞社勤務、元陸軍士官学校教授嘱託
- 深井人詩 - 元早稲田大学教育学部非常勤講師
- 山本信男 - 元早稲田大学教育学部非常勤講師
- 柴辻俊六 - 早稲田大学教育・総合科学学術院非常勤講師、文学博士
- 岩佐なを - 詩人、画家

## ギャラリー

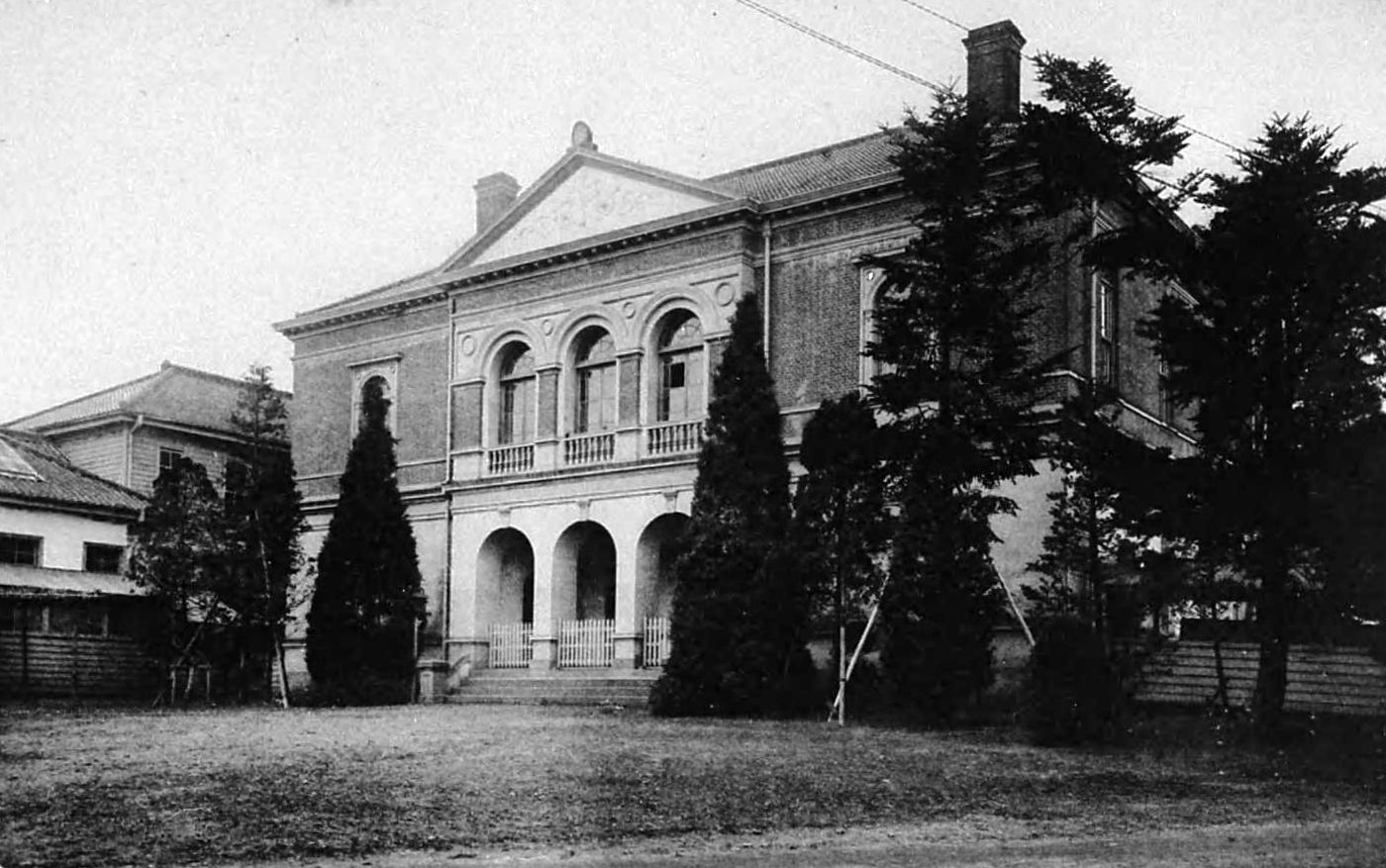
東京専門学校時代の1887年に建てられた講堂の1階に図書室が設けられた。
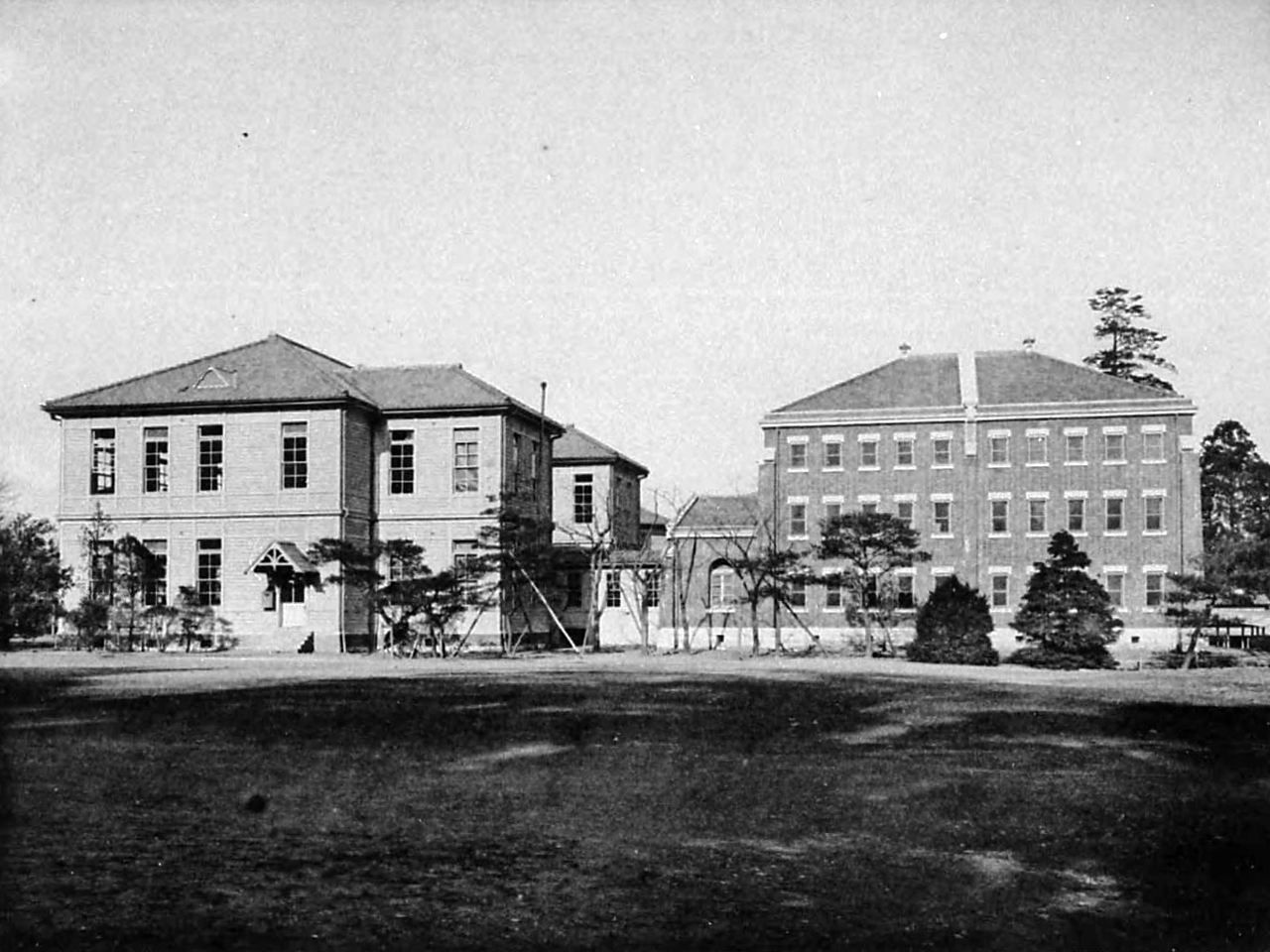
明治末期の図書館（右が書庫、左が閲覧室）
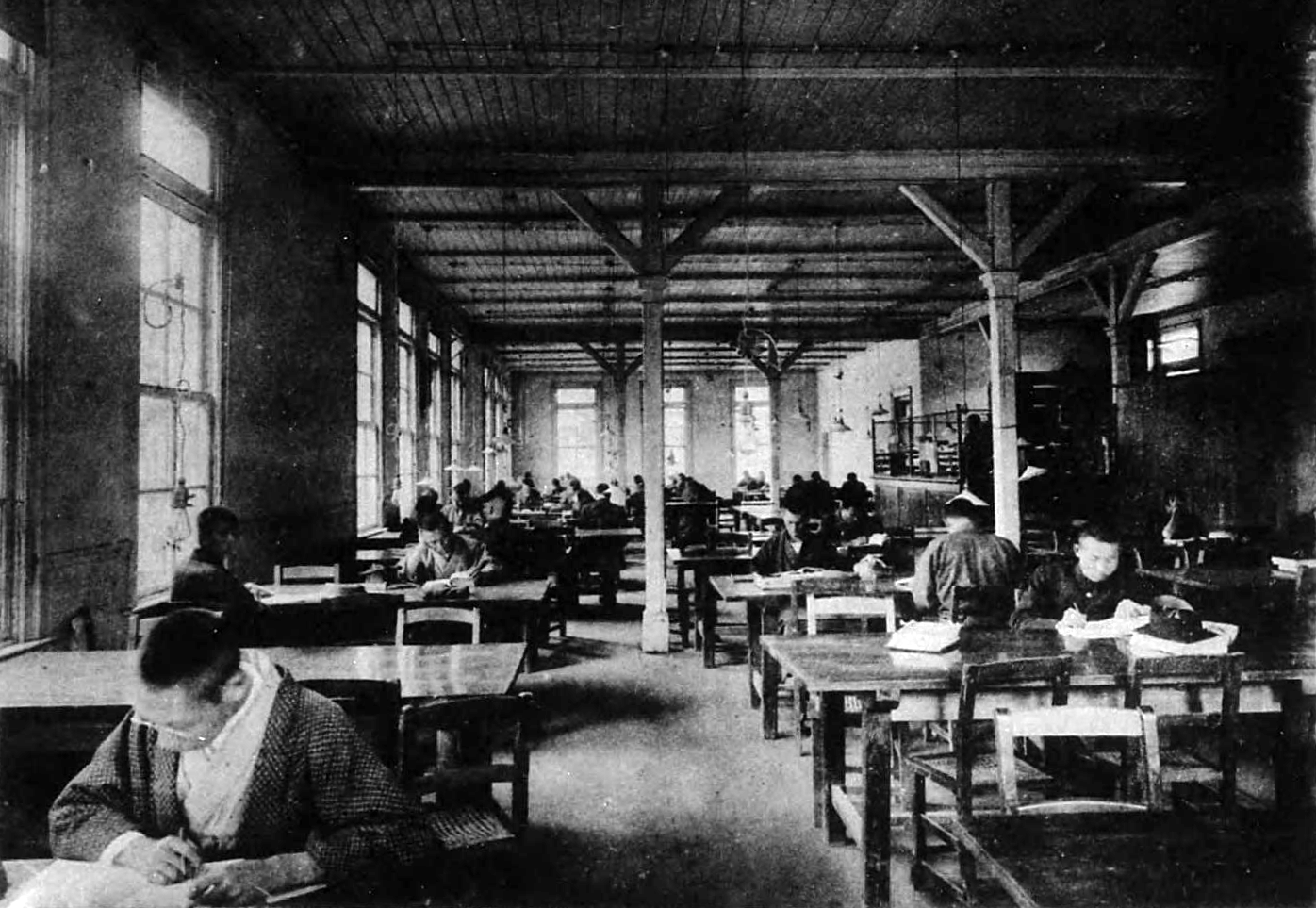
明治末期の閲覧室内部
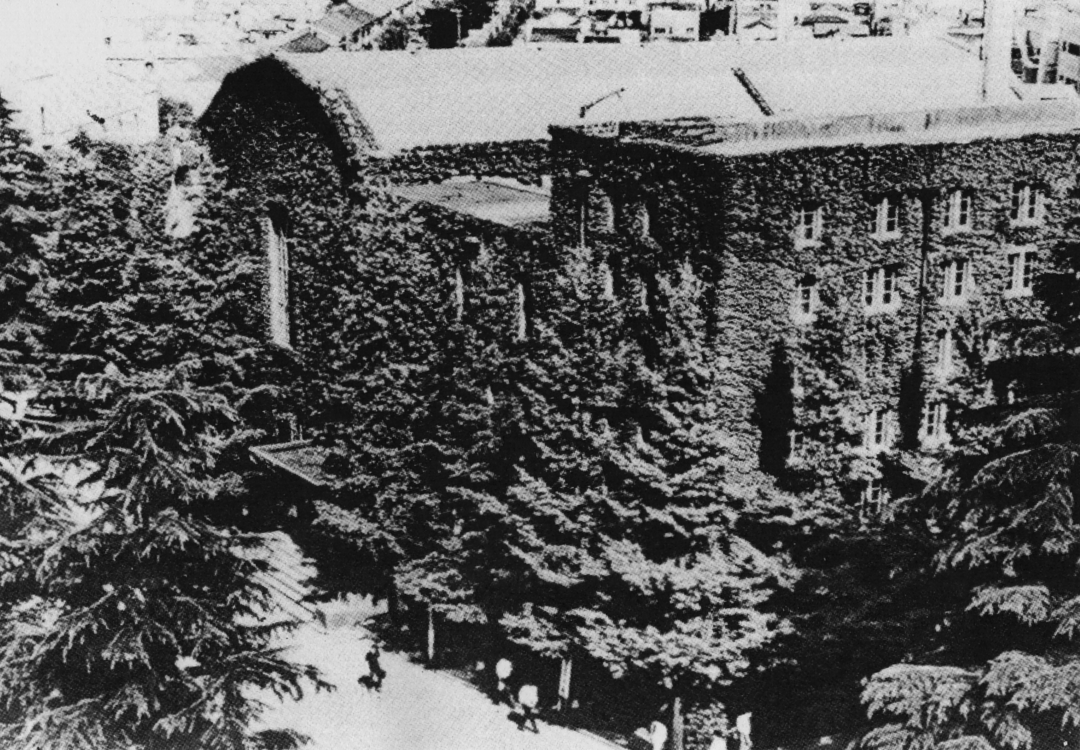
旧図書館舎だった2号館 現在も一部が高田早苗記念研究図書館となっている。